# Николаевка (Петропавловский район, Алтайский край)
Никола́евка — село в Петропавловском районе Алтайского края. Административный центр Николаевского сельсовета.

## География
Расположено на левом берегу реки Ануй. Абсолютная высота — 190 м над уровнем моря.

## История
Основано в 1807 году. В 1926 году в селе Николаевское имелось 353 хозяйства и проживало 2019 человек (997 мужчин и 1022 женщины). В национальном составе населения того периода преобладали русские. Действовали школа I ступени, изба-читальня и лавка общества потребителей. В административном отношении являлось центром Николаевского сельсовета Быстро-Истокского района Бийского округа Сибирского края.

## Население
| 1926 | 1997 | 1998 | 1999 | 2000 | 2001 |
| ---- | ---- | ---- | ---- | ---- | ---- |
| 2019 | ↘856 | ↗864 | ↘858 | ↗884 | ↘875 |
| 2002 | 2003 | 2004 | 2005 | 2006 | 2007 |
| ↗889 | ↘871 | ↗875 | ↘866 | ↗871 | ↘866 |
| 2008 | 2009 | 2010 | 2011 | 2012 | 2013 |
| ↘864 | ↘854 | ↘813 | ↘811 | ↘797 | ↗803 |

Национальный состав
Согласно результатам переписи 2002 года, в национальной структуре населения русские составляли 98 %.